# Sistema-mondo
La scuola del Sistema - mondo (o dei Sistemi – mondo) è un paradigma storico-sociologico, di ispirazione marxista, affermatosi a partire dagli anni Ottanta. I suoi principali esponenti sono Immanuel Wallerstein, Samir Amin, Giovanni Arrighi e Andre Gunder Frank (scherzosamente chiamati “la banda dei quattro”).
Il paradigma, che cronologicamente costituisce uno sviluppo della teoria della dipendenza, è stato elaborato diversamente dai vari studiosi, e si propone studiare fenomeni come l’economia globale, la nascita e la polarizzazione geografica del capitalismo, il predominio occidentale nel mondo. Il capitalismo è un sistema che va analizzato a livello globale, e si configura come un “Sistema mondo” di parti interconnesse, in cui un “centro” (le nazioni o aree più sviluppate) domina sulle “periferie” (le nazioni o aree meno sviluppate) sfruttandone le risorse (umane e materiali) o imponendo scambi ineguali. La successione dei cicli di accumulazione e di egemonia provoca lo spostamento del centro da un luogo all’altro.